# Sarín
El gas sarín o GB és un compost organofosforat amb la fórmula C4H10FO₂P (o metilfosfonofluoridat d’O-isopropil). És un líquid incolor i inodor, usat com arma química per la seva extrema potència com a agent nerviós. Actua bloquejant l'acetilcolinesterasa, és letal a dosis baixes i pot provocar la mort minuts després de l'exposició si no s'administren ràpidament els antídots corresponents.
Fou classificat com arma de destrucció massiva per la Resolució 687 de l'ONU. La producció i emmagatzematge va ser prohibida l'abril del 1997, arran de la Convenció sobre Armes Químiques de 1993, i va ser categoritzada com a substància de grup 1 dins la classificació d'armes químiques (substància que no té altres aplicacions més enllà d'èsser una arma química, l'ús de la qual no és legítim i requereix un control estricte).

## Efectes biològics

### Mecanisme d'acció
El sarín, com la resta d’agents nerviosos, actua bloquejant l'acetilcolinesterasa (AChE), enzim encarregat de degradar l'acetilcolina (ACh) lliure a les sinapsis nervioses. En els vertebrats, l'acetilcolina és un neurotransmissor que actua sobre receptors nicotínics (present a la unió neuromuscular sobretot, i també com a receptors pre-ganglionars del Sistema Nerviós Simpàtic i del Sistema Nerviós Parasimpàtic) i sobre receptors muscarínics (sempre post-ganglionars i sobretot presents al parasimpàtic, tot i que també es troben a les glàndules sudorípares del simpàtic). De normal l'acetilcolina és alliberada per la neurona a fi d'estimular el múscul o òrgan efector corresponent i, un cop hagi realitzat aquesta acció, serà degradada per l'acetilcolinesterasa, que permetrà la relaxació. Si aquest procés de degradació no succeeix, l'impuls nerviós s'estarà transmitint de forma constant.
El sarín actua sobre l'AChE a través de fosforilar el grup hidroxil serina de la tríada catalítica i formar-hi un enllaç covalent, bloquejant el lloc d'unió de l'acetilcolina i alterant la funcionalitat de l'enzim. A mesura que passi el temps (12-24h aproximadament) el complex enzim-sarín patirà una descomposició irreversible, el que es coneix com a envelliment enzimàtic (o aging en anglès), punt en què desfer l'enllaç no serà possible i l’única forma de recuperar l’activitat de l’acetilcolinesterasa serà a través de la fabricació de novo de nous enzims, procés que comportarà unes dues setmanes (amb variabilitat interindividual) en assolir els nivells de normalitat previs a la intoxicació. Evidentment, arribar a aquesta situació comportarà efectes tòxics perllongats.
El mecanisme d'acció és semblant a alguns insectidices d'ús comú, com el malation. Quant a l'activitat biològica, s'assimila als insecticides de carbamat com ara el carbaril (Sevin) i a les medicines piridostigmina, neostigmina i fisostigmina.
Accions secundàries
Tot i que la recerca és escassa, s’han trobat també efectes d’aquest agent nerviós com a disruptor endocrí, afectant principalment la glàndula adrenal (reduint nivells plasmàtics de corticoesteroides i adrenocorticotropina); i com a immunosupressor. A més, semblaria influir també en l’expressió genètica augmentant, entre d'altres, la síntesi de la colina acetil transferasa, enzim que sintetitza ACh, contribuint per una doble via i empitjorant encara més l’acumulació d’aquest neurotransmissor.

### Manifestacions clíniques
Els símptomes aguts d'una intoxicació per sarín comprenen una crisi o síndrome colinèrgica (també coneguda en l'àmbit científic amb el manlleu "toxíndrome" colinèrgica) és a dir, una clínica provocada per una exageració de les funcions de l'acetilcolina. Presentarà simptomatologia a 3 nivells:
- Símtpomes muscarínics: miosi (o contracció pupil·lar), dolor ocular, visió borrosa, rinorrea, llagrimeig, dispnea, tos, salivació, broncorrea, diaforesis i diarrea. També presentaran nàusees, vòmits, dolor abdominal, incontinència fecal i urinària i, en casos severs, bradicàrdia, hipotensió i edema pulmonar.
- Símptomes nicotínics: espasmes musculars, fasciculacions, hipertensió arterial, taquicàrdia i, en casos severs, hipoventilació i aturada respiratòria.
- Símptomes al sistema nerviós central (SNC): cefalea, convulsions, confusió i coma.

Les principals causes de mort en intoxicació colinèrgica són la broncorrea i el broncoespasme, així com l'apnea central, l'edema pulmonar o l'aturada respiratòria.

#### Síndromes tardanes
Tot i que hi ha discrepàncies quant a la causalitat real del sarín d’aquestes síndromes, la intoxicació per aquest agent sembla cursar amb un conjunt de símptomes que no apareixerien immediatament després sinó de forma retardada i que, en tot cas, no tindrien la inhibició de l’acetilcolinesterasa com a mecanisme fisiopatològic sinó que estarien provocats per altres patogènies, com una degeneració neuronal.
A. OPDIN (neurotoxicitat aplaçada induïda per organofosfats)
Caracteritzada per una axonopatia distal que cursa amb flacciditat, debilitat muscular, atàxia, marxa alentida i hiporeflèxia, entre d'altres. Histològicament s’ha vist degeneració walleriana de grans axons del sistema nerviós perifèric (SNP). L’evolució d’aquesta neurotoxicitat aplaçada contempla diverses fases: 
- Període de retràs: d’1 a 4 setmanes en què no apareix simptomatologia.

- Fase progressiva (1-6 mesos): neuropatia perifèrica amb entumiment, picor i formigueig, sobretot a extremitats inferiors. Inclús paràlisi flàccida bilateral que podria ser paraplegia o quadriplegia.
- Fase estacionària (3-12 mesos): els símptomes sensorials desapareixen però la paràlisi persisteix.
- Fase de millora (6-18 mesos des de la fase progressiva): millora el funcionament de les extremitats, tot i que en casos severs la paràlisi per sota del genoll pot persistir.
- Fase final (18-24 mesos): la neuropatia perifèrica desapareix i les lesions centrals (que no regeneraran mai del tot) cronifiquen en forma d’espasticitat i hiperreflèxia.

B. OPICN (neurotoxicitat crònica induïda per organofosfats)
Poc estudiada, principalment en veterans de la Segona Guerra Mundial i en víctimes dels atacs terroristes del Japó. Comprenen alteracions neurodegeneratives que perduren anys després de l’exposició i que, a grans trets, provocarien un envelliment prematur per danys corticals (amb alteració de moviments fins i debilitat), hipocampals (amnèsia i dèficits cognitius) i cerebel·losos (atàxia, alteració de la coordinació distal i tremolor corporal).

### Farmacocinètica
Els 4 aspectes més importants en la farmacocinètica d'una substància són l'absorció, la distribució, el metabolisme i l'eliminació (ADME).
Absorció
Les 3 vies d'entrada de l'agents nerviós són:
- Inhalada: n'és la principal a causa de l'alta volatilitat que presenta el sarín. S’ha vist que la gran majoria del sarín inhalat és absorbit pel tracte respiratori superior, fins al 97% en humans. Un estudi va veure que la dosi inhalada i la intravenosa necessària per donar els mateixos efectes eren molt similars, suggerint que l’absorció per part del tracte respiratori cap a la sang seria propera al 100% de la dosi inhalada.[4] Una absorció, a més, que és especialment ràpida ja que presenta un ratio de velocitat 10 magnituds majors que un altre organofosfat conegut i amb el qual s’han fet diversos estudis comparatius, el soman.
- Cutània: via d'entrada a tenir en compte, encara que en alguns estudis s’ha vist que fins al 98% de l'agent s’evaporarà de la pell i seguirà l’entrada pulmonar. L’absorció cutània es veu afavorida per una major espessor de l’agent, una major temperatura, per l’estat líquid del sarín i per la presència de lesions cutànies. Cal dir que el ratio de penetració de sarín líquid a través de la pell no és directament proporcional a la quantitat que entri en contacte i no hi depèn, ja que es sol assolir una ratio de penetració constant de forma ràpida.[5]
- Tracte gastrointestinal: és una entrada possible però molt poc freqüent ja que rarament estem exposats oralment al sarín.

Distribució
El pic de concentració en plasma i en eritròcits es dona als 60 minuts. Respecte la persistència de l’agent nerviós als teixits, a les 24h la concentració en plasma serà quasi inexistent mentre que als eritròcits encara hi trobarem sarín i la reducció haurà estat proporcionalment baixa.
Als estudis, els teixits on principalment s’acumula la dosi inhalada són els pulmons, els ulls i els ronyons, en aquest ordre. En menys quantitat, arriba al SNC (travessa la membrana hematoencefàlica), cor, fetge i diafragma. Dels 3 òrgans primerament esmentats, a les 24h, el ronyó és l’únic en què hi haurà hagut una disminució substancial; ull i pulmó encara presentaran dosis notables de sarín.
Metabolisme
La reacció més important en el procés de degradació és la hidròlisi de l'enllaç entre el fòsfor i el fluorur, realitzada fàcilment pels agents nucleofílics com l'aigua i l'hidròxid. A pH elevats, el sarín es descompon ràpidament en derivats no tòxics com l'àcid fosfònic. El primer pas de la descomposició del sarín origina àcid isopropilmetilfosfònic (IMPA), un metabòlit que és gairebé exclusiu de la degradació d'aquest agent nerviós, i després aquest passarà a àcid metilfosfònic (MPA), que pot originar-se també en el metabolisme d'altres agents nerviosos.
Eliminació
Tot i que el sarín és extremadament tòxic, un cop entra a l’organisme és ràpidament metabolitzat i excretat. La via majoritària d’excreció és la urinària, mostrant-se els ronyons com a els òrgans més importants en la detoxificació del sarín.
Els metabòlits que principalment podrem detectar en orina després d’una exposició al sarín son els que se’n deriven de la hidròlisi, la principal via en què es metabolitza aquest agent nerviós a càrrec d’enzims plasmàtics i tissulars. Els productes són l’àcid metil-fosfònic (MPA) i l’àcid isopropilmetilfosfonic (iPMPA; el principal, que és 10.000 vegades menys tòxic que el seu precursor).
Un procés d’eliminació que succeirà de forma ràpida. En estudis amb ratolins, a les 4h el 59% de la dosi ja havia estat excretada i a les 24h el percentatge pujava fins al 91%. Als 2 dies no hi havia restes de sarín en l’orina. Diversos estudis han conclòs que la semivida d’eliminació terminal en orina és de 3.7 hores.
És per això últim que els metabòlits en orina poden ser un marcador útil de l’exposició a agents nerviosos, presentaran una major concentració i major semi-vida que l’agent original (el qual només podem mesurar en sang durant uns minuts). De fet, als 15 minuts d’exposició, els nivells tissulars de sarín ja disminueixen en un 85% i els valors dels metabòlits ja superen el precursor original, indicant, un cop més, una ràpida biotransformació dins l’organisme.

## Diagnòstic
El diagnòstic de la exposició al gas sarín és clínic, consistent en una bona anamnesi i exploració física en busca de símptomes i signes propis de la toxíndrome colinèrgica ocasionat per l’agent. El mesurament de l'activitat de les colinesterases, al sèrum o als hematies, confirmarà el diagnòstic.

### Anamnesi
Els pacients exposats a agents nerviosos organofosforats com el sarín manifestaran signes de crisi colinèrgica. La rapidesa d'aparició i gravetat dels símptomes depèn tant de la dosi com de la via d'absorció, de manera que és essencial una bona anamnesi que avaluïi les exposicions potencials durant les 24 a 48 hores anteriors. Els punts claus a cobrir en la història clínica aniran dirigits a esbrinar la substància implicada, la font del contacte, la via d'entrada, la concentració en el vehicle de contacte i la presència d'altres tòxics associats. Segons la font d’exposició, la informació d’interès serà diferent:
- Contacte atmosfèric: indagar sobre la concentració en l'aire inhalat, condicions de confinament o ventilació i temps d'exposició.
- Contacte cutani: esbrinar la durada de l'exposició i la possibilitat d'una ingestió o inhalació simultània.
- Intoxicació digestiva per aliments o aigua contaminats: buscar l'origen de la contaminació i la probable dosi ingerida.

### Exploració física i exploracions complementàries
L’exploració física ha d’anar dirigida a la identificació de símptomes i signes propis de la toxíndrome colinèrgica. Tindrà un pes important la valoració de la funció respiratòria mitjançant auscultació pulmonar, freqüència respiratòria i pulsioximetria, buscant signes indicatius d'hipersecreció bronquial, broncoespasme o edema agut de pulmó. La radiografia de tòrax i la gasometria arterial poden ser d’ajuda per avaluar la funció respiratòria amb més precisió, així com per monitorar l’evolució del pacient.
En cas que el quadre clínic del pacient sigui dubtós, es poden realitzar altres proves per confirmar el diagnòstic. A l'organisme trobem tres tipus de acetilcoliesterasa: la colinesterasa neuronal (o sinàptica) que és la implicada en la intoxicació, la colinesterasa eritrocitària (AChE) i la colinesterasa en sèrum (pseudocolinesterasa o butirilcolinesterasa, PChE). En cas d’intoxicació per agents nerviosos, la determinació de l’activitat de la colinesterasa eritrocitària i de la butirilcolinesterasa serà la prova complementària més important per al diagnòstic. L'activitat d'ambdós enzims estarà significativament disminuïda ja que són un reflex de l'estat d'inhibició de l'acetilcolinesterasa sinàptica.
La detecció per cromatografia de metabòlits en sang o orina és un altre marcador d'exposició. El sarín en la seva forma original és degradat molt ràpidament dins l'organisme i és per això que els productes de la seva degradació, principalment l'àcid metilfosfònic (MPA) i l'àcid isopropilmetilfosfònic (IMPA), seran els usats com a determinants d'exposició, perquè presenten una vida mitjana més llarga (de 24 hores aproximadament).
Un mètode més modern, explorat des d'inicis del segle XXI i anomenat "regeneració del fluorur" o "reacivació del fluorur", detectaria la presència d'agents nerviosos durant un període més llarg al de la cromatografia. Es basa en el fet que el sarín no només reacciona amb l'aigua de la sang dins l'organisme, sinó que també reacciona amb diverses proteïnes generant "adductes de proteïnes". Aquests adductes no són tant fàcilment eliminats del cos i podrien ser detectats fins 5-8 setmanes després de l'exposició, segons un estudi.

### Diagnòstic diferencial
Abans de concloure que es tracta d’una intoxicació per gas sarín s’han de tenir en compte altres etiologies que podrien provocar una simptomatologia similar. La intoxicació per altres agents colinèrgics com ara insecticides organofosforats o carbamats poden provocar una clínica semblant, tot i que normalment menys pronunciada. Les piretrines de tipus IV també poden presentar alguns símptomes de superposició. Finalment, cal descartar també la sobredosi de fàrmacs colinèrgics directes o indirectes com el betanecol, la neostigmina o la piridostigmina, que podrien originar una crisi colinèrgica.

## Tractament
El tractament de la intoxicació per gas sarín es basa en mesures de descontaminació, suport general i administració d'antídots de forma precoç.

### Descontaminació
És un punt clau en els protocols de maneig d'atacs amb armes químiques per tal de mantenir la seguretat tant de les víctimes com dels proveïdors d’atenció sanitària. En tot moment el personal sanitari haurà d’estar dotat d'un equip de protecció personal que els protegeixi de la inhalació i del contacte cutani amb el tòxic.
El primer que s’haurà de fer és retirar el pacient d'un possible ambient contaminat. Seguidament, cal treure tota la roba i rentar de forma abundant i repetida la superfície cutània el més aviat possible amb aigua temperada i sabó durant un mínim de 15 minuts. La superfície ocular hauria de rentar-se amb aigua tèbia o sèrum fisiològic també durant 15-20mins. En cas d'ingesta, un rentat gàstric està indicat en les primeres hores seguit de l'administració de 50 g de carbó actiu.

### Suport general
L'avaluació i el tractament han de seguir les prioritats estàndard dels primers auxilis (ABCDE): via aèria, respiració, circulació, afectació neurològica i exposició, en aquest ordre. Tot pacient que hagi entrat en contacte amb un agent nerviós i presenti símptomes colinèrgics ha de ser observat durant un mínim de 12 hores i, si presenta símptomes d'intensitat moderada, ha de ser atès en una UVI (Unitat de Vigilància Intensiva). És prioritari el tractament simptomàtic de la funció respiratòria amb aspiració de secrecions i, si cal, intubació sota sedació amb benzodiazepines (en aquests casos l'ús de succinilcolina com a relaxant muscular està contraindicat). S'empren també les benzodiazepines (diazepam, midazolam o clonazepam) per al control de les convulsions, mioclònies i fasciculacions.
Cal destacar però, que els pilars del tractament de la intoxicació per gas sarín i la resta d’agents nerviosos seran els antídots corresponents.

### Antídots clàssics

#### Atropina
La primera línia de tractament és l’atropina, antagonista competitiu dels receptors muscarínics. D’aquesta manera, malgrat reverteix els efectes muscarínics, no té capacitat per interaccionar amb els nicotínics, per la qual cosa no té efecte sobre el sistema muscular i no podrà evitar la síndrome nicotínica. Entre les accions que presenta l’atropina trobem efectes antiespasmòdics sobre el múscul llis (relaxació dels músculs bronquials), reducció de les secrecions (especialment la salivar i la bronquial), així com midriasi, augment de la freqüència cardíaca e inhibició de les glàndules sudorípares. D’aquesta manera, l'atropina contraresta els símptomes muscarínics de la intoxicació per agents nerviosos, com ara la sudoració, la salivació, el llagrimeig, les nàusees, la rinorrea, els vòmits i la diarrea; i permet controlar també els problemes cardiovasculars.
Pauta d'aministració
- Adults: bolus inicial d'1-2 mg i.v. en infusió ràpida (directa o diluïda amb 10 ml de sèrum fisiològic). Si no fa efecte, cal duplicar la dosi cada 5-10 min fins que reverteixi la broncorrea/ broncoespasme (en intoxicacions greus, fins a 20 mg/h). La seva utilització és a demanda, requerint en casos greus de molt altes dosis. Alternativament, es pot iniciar infusió contínua a 0,02-0,05 mg/kg/h fins a assolir l'atropinització o la reversió de la simptomatologia muscarínica.[15]
- Nens: la dosis inicial és de 0,05 mg/kg iv. en infusió ràpida (dosi màxima de 2 mg). Si no hi ha efecte, continuar amb dosis repetides de 0,1 mg/kg cada 3-5 min. Alternativament, igual que en els adults, es pot iniciar infusió contínua a 0,02-0,05 mg/kg/h fins a l'atropinització.[15]

Tant en nens com en pacients adults, s’ha de suspendre el tractament en cas d’intoxicació atropínica (deliri, al·lucinacions, FC>120 bpm, entre altres signes).

#### Pralidoxima
El segon antídot utilitzat en la intoxicació per gas sarín són les oximes, com la pralidoxima, l'obidoxima o la diacetilmonoxima. El seu objectiu és reactivar l'acetilcolinesterasa, que ha estat inhibida per l’agent nerviós unint-se al lloc actiu de l'enzim. Això ho aconsegueixen unint-se a l'àtom de fòsfor del complex acetilcolinesterasa-organofosfat, de manera que s’hidrolitza el grup fosfil de l’enzim i es recupera l'activitat de l'acetilcolinesterasa activa. Cal destacar però, que això requereix que la unió entre la colinesterasa i l'agent nerviós s'hagi produït en un temps inferior a les 12 hores, ja que en cas contrari la fosforilació serà irreversible.
Les oximes són particularment útils per regular l'activitat colinèrgica als receptors nicotínics, en general, i als neuromusculars, en particular, però la pralidoxima no travessa la barrera hematoencefàlica, per la qual cosa en cas de manifestacions sobre el SNC seria més aconsellable utilitzar les altres oximes.
Pauta d'aministració
- Adults: a dosi de 30mg/kg (màxim de 2 grams) diluït en 100ml de sèrum glucosat al 5% o sèrum fisiològic a passar en 1 hora. Prosseguir amb 8-10 mg/kg/h (màxim de 650 mg/h) en perfusió contínua fins 24h després d’aturar l’ús d’atropina.[15]
- Nens: 25 mg/kg (màxim 2 g) en 30 min. Es pot repetir la dosi als 30 minuts i, en casos greus, passar a perfusió i.v. continua de 10-20 mg/kg/h (màxim de 650 mg/h).[15]

Cal destacar que és necessària l'administració concomitant d'atropina per evitar l'empitjorament dels símptomes a causa de la inhibició transitòria de l'acetilcolinesterasa.

### Nous antídots
Tot i que la teràpia amb atropina i pralidoxima és sens dubte la primera línia de tractament en cas d'intoxicacio aguda per gas sarín, és evident que la necessitat d’antídots més fiables i amb capacitat de penetració al SNC és una qüestió de vital importància. El progrés en l'assoliment d'aquest objectiu és lent però no estàtic i, tot i que encara es troben en fases molt primerenques, certs estudis destaquen descobriments de hipotètics nous antídots com serien noves oximes, la molècula LLNL-2 o nanopartícules bioscavenger.

## Producció, estructura i emmagatzematge
El sarín és una molècula quiral (típicament racèmica) perquè presenta quatre substituents units al centre del fòsfor tetraèdric. La forma SP és l'enantiòmer més actiu a causa de la seva major afinitat per la unió a l'acetilcolinesterasa. Es prepara a partir de metilfosfonil difluorur i una mescla d'alcohol isopropílic.
CH₃P(O)₂F + (CH₃)₂CHOH → [(CH₃)₂CHO]CH₃P(O)F + HF
S'afegeix isopropilamina per neutralitzar el fluorur d'hidrogen que es generarà durant la reacció d'alcohòlisi.
Com a conseqüència de la ràpida degradació del sarín, sovint s'emmagatzema en forma de precursors que formaran l'agent nerviós en barrejar-se. De fet, parlem d'arma química binària quan s'usa aquest mètode d'emmagatzematge a la càpsula o bomba que s'utilitzarà per desplegar l'agent tòxic, en la qual la combinació dels precursors (i conseqüent formació del sarín en la seva forma completa) succeeix durant el vol del dispositiu de llançament per tal d'optimitzar la semivida del tòxic.

## Història
El sarín va ser descobert l'any 1938 a Wuppertal-Elberfeld, Alemanya, per científics de la companyia química IG Farben quan tractaven de crear millors insecticides i deu el nom a un acrònim dels seus descobridors: Gerhard Schrader, Otto Ambros, Gerhard Ritter i Hans-Jürgen von der Linde. També conegut com a GB perquè és el segon, "B", dels quatre agents nerviosos desenvolupats pels alemanys (coneguts com a G-series per l'origen germànic que presenten) que compren també el tabun (o GA), soman (o GD) i el ciclosarín (o GF).

### Episodis d'ús del sarín
Quan es va demostrar el gran efecte tòxic que presentava la fórmula va passar a ser propietat de l'agència alemanya de l'armament militar, qui el va produir en massa amb finalitats bèl·liques. S'estima que l'alemanya nazi en va produir entre 500 quilograms i 10 tonelades, tot i que no hi ha registres que acabés sent usat contra els aliats a la Segona Guerra Mundial.
L'any 1976, la Direcció d'Intel·ligència Nacional de Xile (DINA), durant la dictadura d'Augusto Pinochet, va crear el Projecte Andrea, a càrrec del bioquímic Eugenio Berríos, per la producció de sarín i el seu ús com a arma contra els opositors del règim.Un dels principals propòsits de la DINA era disposar de sarín en llaunes d'esprai per manipular-lo fàcilment. Segons el testimoni de l'exagent de la DINA Michael Townley, aquest mètode descrit va ser l'usat en l'assassinat d'Orlando Letelier el 1976. Berríos va testificar després que el sarín fou usat en múltiples assassinats i que estava planejat que fos utilitzat per matar ciutadans argentins, a través de l'enverinament del subministrament d'aigua de Buenos Aires, en cas que l'Operació Sobirania hagues estat duta a terme.
L'any 1993, la Convenció sobre Armes Químiques va ser dignada per 162 estats membre de les Nacions Unides, que prohibia la producció i emmagatzematge d'armes químiques, el sarín inclòs. Va ser el 29 d'abril del 1997 que va entrar en vigor amb el compromís de la destrucció de tot tipus d'estoc d'armes químiques amb data límit a l'abril del 2007. En aquells moments les parts signants van declarar un estoc mundial de 15 047 tones de sarín. Segons dades de l'OPCW de l'any 2019, el 98% d'aquesta quantitat havia estat destruïda.
El primers dos atacs amb sarín contra civils registrats oficialment van ser atemptats a càrrec de la secta apocalíptica i grup terrorista japonès Aum Shinrikyo. L’any 1994 van alliberar gas sarín a la ciutat de Matsumoto matant 13 persones, i el 20 de març de 1995, 11 bosses de sarín repartides per vagons del metro de Tòquio van provocar la intoxicació d’unes 5500 persones i la mort d'altres 12.
També hi ha dos registres d’ús d’aquestes armes en conflictes bèl·lics. El primer l’any 1988 quan el govern iraquià va usar agents nerviosos contra la població kurda (i també l’exèrcit iranià) a la regió de Halabja, Iraq, amb un recompte de fins a 5000 persones mortes. El segon correspon a l’atac amb sarín més recent que es coneix, l’anomenada com “massacre de Ghouta”, en la qual el govern sirià va fer impactar dos míssils carregats de sarín als afores de la ciutat de Damasc on s’hi agrupaven els rebels opositors del govern durant la guerra civil siriana, el 21 d’agost de 2013, deixant fins a 1729 morts.
| Localització               | Data            | Nombre de morts | Nombre de ferits | Agent químic               | Perpetuador    |
| -------------------------- | --------------- | --------------- | ---------------- | -------------------------- | -------------- |
| Matsumoto i Nagagno (Japó) | 27-28 juny 1994 | 8               | >600             | Sarín                      | Aum Shinrikyo  |
| Metro de Tòquio            | 20 març 1995    | 12              | 5500             | Sarín                      | Aum Shinrikyo  |
| Halabja, Kurdistan/Iraq    | 16 març 1988    | 3200-5000       | 7000 - 10000     | Sarín, Tabun, Gas Mostassa | Govern iraquià |
| Ghouta (Síria)             | 21 agost 2013   | 1729            | 3600             | Sarín                      | Govern Sirià   |

Cal esmentar que el 2004 va haver-hi un altre intent d'atac amb sarín. Insurgents iraquians van detonar una càpsula de 15 mm amb una composició binària de precursors de l'agent nerviós, a prop d'un comboi estatunidenc. Tot i així, la mescla va resultar insuficient i va produir una mínima quantitat de tòxic. Només dos soldats van presentar principis d'exposició a la substància.